# Tierpslistan
Tierpslistan (TL) är ett lokalt politiskt parti verksamt i Tierps kommun och Region Uppsala. De har sedan valet 2022 två mandat i Tierps kommunfullmäktige, då de fick 4,5 % av rösterna. Partiet är inspirerat av Örebropartiet och ingår i Lokala partier i Uppsala län.

## Valresultat
| År   | Röster | %    | Mandat  |
| ---- | ------ | ---- | ------- |
| 2022 | 607    | 4,46 | 2 av 49 |